# 东北越桔柳
东北越桔柳（学名：Salix myrtilloides var. mandshurica）为杨柳科柳属下的一个变种。